# Architis dianasilvae
Architis dianasilvae là một loài nhện trong họ Pisauridae.
Loài này thuộc chi Architis. Architis dianasilvae được miêu tả năm 2007 bởi Santos.